# Hanjo Kesting
Hanjo Kesting (* 23. Januar 1943 in Wuppertal; † 20. Februar 2025 in Hamburg) war ein deutscher Redakteur und Publizist.

## Leben und Wirken
Von 1962 bis 1969 absolvierte er in Köln, Tübingen und Hamburg ein Studium der Philosophie, Literaturwissenschaften und Geschichte. Seit 1969 war Kesting beim NDR angestellt, wo er von 1973 bis 2006 Leiter der Hauptredaktion Kulturelles Wort war.
Als Redakteur der literarischen Hörfunk-Reihen Am Morgen vorgelesen und Am Abend vorgelesen entstand unter seiner Verantwortung ein umfangreiches Archiv akustischer Literatur, das u. a. die Grundlage der von ihm über viele Jahre hinweg herausgegebenen Hörbücher der Deutschen Grammophon bildet. 2007 erschien im Verlag mOcean eine von ihm herausgegebene Hör-Edition der Weltliteratur in 50 Bänden.
Hanjo Kesting war als Mitglied verschiedener Jurys an der Verleihung diverser Literaturpreise beteiligt (zuletzt 2009 an der Vergabe des Lessing-Preises der Freien und Hansestadt Hamburg). In den Jahren 1981–1984 übernahm er Lehraufträge an den Universitäten Hannover und Hildesheim. Zudem ist Kesting Kuratoriumsmitglied in der Akademie für gesprochenes Wort in Stuttgart. 1982 erhielt er den Kritikerpreis der Salzburger Festspiele, 2005 den Kurt-Morawietz-Literaturpreis der Stadt Hannover.
Seit 2006 war Kesting Kulturredakteur der Zeitschrift Neue Gesellschaft/Frankfurter Hefte. Eine Ehrenpromotion der Universität Hamburg erfolgte im Jahre 2007. Er war Vorsitzender des Kuratoriums der Günter Grass-Medienstiftung in Bremen und Mitglied im PEN-Zentrum Deutschland.
Hanjo Kesting lebte und arbeitete zuletzt in Hamburg und hatte zwei Töchter. Sein Bruder war der Musikkritiker Jürgen Kesting.
Kestings mehrbändigen Anthologien Grundschriften der europäischen Kultur (2012), Große Romane der Weltliteratur (2015) und Große Erzählungen der Weltliteratur (2019) haben durch die begleitenden Vortrags- und Lesereihen ein breites Lese- und Hörpublikum gefunden.

## Werke (Auswahl)

### Buchpublikationen
- Dichter ohne Vaterland. Gespräche und Aufsätze zur Literatur, J. Amery/A.Andersch/H.Böll/A.Eggebrecht/H.M.Enzensberger/E.Fried/S.Hermlin/W.Hildesheimer/P.Weiss, Verlag J.H.W. Dietz Nachfolger, Berlin/Bonn 1982, ISBN 3-8012-0080-9.
- Das schlechte Gewissen an der Musik. Aufsätze zu Richard Wagner. Klett-Cotta Verlag, Stuttgart 1991
- Das Pump-Genie. Richard Wagner und das Geld. Nach gedruckten und ungedruckten Quellen, Eichborn Verlag, Frankfurt am Main 1993
- Theodor Fontane. Bürgerlichkeit und Lebensmusik. Wallstein Verlag, Göttingen 1998, ISBN 978-3-8353-3583-7
- Nachlese. Essays zur Literatur. Wallstein Verlag, Göttingen 2000, ISBN 978-3-89244-373-5
- Thomas und Heinrich Mann. Ein deutscher Bruderzwist. Wallstein Verlag, Göttingen 2003, ISBN 978-3-89244-687-3
- Simenon. Essay. Wehrhahn Verlag, Hannover-Laatzen 2003, ISBN 978-3-93232-483-3
- Abschiedsmusik. Nachrufe aus 30 Jahren (1973-2003). Wehrhahn Verlag, Hannover-Laatzen 2005, ISBN 978-3-86525-100-8
- Ein bunter Flecken am Kaftan. Essays zur deutsch-jüdischen Literatur. Wallstein Verlag, Göttingen 2005, ISBN 978-3-89244-925-6
- Der Musik gehorsame Tochter. Mozart und seine Librettisten. Wallstein Verlag, Göttingen 2005, ISBN 978-3-89244-973-7
- Geheimnis und Melancholie. Literarische Zerstreuungen. Wehrhahn Verlag, Hannover-Laatzen 2007, ISBN 978-3-86525-200-5
- Begegnungen mit Hans Mayer. Aufsätze und Gespräche. Wallstein Verlag, Göttingen 2007, ISBN 978-3-8353-0191-7
- Von der Arbeit an der Erinnerung. Zu Günter Grass Beim Häuten der Zwiebel. Mit Beiträgen von Hans Arnold, Hanjo Kesting, Hans Wißkirchen und Christa Wolf, Lübeck, 2007
- Triffst du nur das Zauberwort. Anmerkungen zur deutschen Romantik. Verein der Freunde der Museen für Kunst und Kulturgeschichte Lübeck, Lübeck 2010
- Ein Blatt vom Machandelbaum. Deutsche Schriftsteller vor und nach 1945. Wallstein Verlag, Göttingen 2008, ISBN 978-3-8353-0274-7
- Siegfried Lenz zum Gruße. Veröffentlichung des Vereins für Literatur und Kunst, Duisburg 2011
- Grundschriften der europäischen Kultur. Wallstein Verlag, Göttingen 2012, ISBN 978-3-8353-1012-4
- Charles Dickens: Herzensgüte und Hochmut. Veröffentlichung des Vereins für Literatur und Kunst, Duisburg 2012
- Hat Europa eine gemeinsame Kultur? Literatur und Kunst als Grundlage unserer Überlieferung. Universitätsverlag V&R unipress, Göttingen 2013, ISBN 978-3-8471-0138-3
- Das Geheimnis der Sirenen. Bücher und andere Abenteuer. Wehrhahn Verlag, Hannover 2014, ISBN 978-3-86525-900-4
- Augenblicke mit Jean Améry. Essays und Erinnerungen. Wallstein Verlag, Göttingen 2014, ISBN 978-3-8353-1555-6
- Große Romane der Weltliteratur. Wallstein Verlag, Göttingen 2015, ISBN 978-3-8353-1760-4
- Begegnungen mit Siegfried Lenz. Essays, Gespräche, Erinnerungen. Wallstein Verlag, Göttingen 2016, ISBN 978-3-8353-1842-7
- Bis der reitende Bote des Königs erscheint. Über Oper und Literatur, Wallstein Verlag, Göttingen 2017, ISBN 978-3-8353-3126-6
- Günter Grass: Sisyphus in diesem Jahrhundert, Veröffentlichung des Vereins für Literatur und Kunst, Duisburg 2017
- Theodor Fontane. Bürgerlichkeit und Lebensmusik, Wallstein Verlag, Göttingen 2019, ISBN 978-3-8353-3583-7
- Große Erzählungen der Weltliteratur, Wallstein Verlag, Göttingen 2019, ISBN  978-3-8353-3330-7
- Schnee von gestern. Literaturkritische Streifzüge, Wehrhahn Verlag, Hannover 2021, ISBN 978-3-86525-907-3
- Abschiedsmusik. Nachrufe aus zwanzig Jahren (2000–2020), Wehrhahn Verlag, Hannover 2021, ISBN 978-3-86525-900-4
- Thomas Mann. Glanz und Qual, Wallstein Verlag, Göttingen 2023, ISBN 978-3-8353-5413-5.
- Vorklang des Paradieses. Musikalische Streifzüge, Wehrhahn Verlag, Hannover 2024, ISBN 978-3-98859-029-9.

### Editionen
- Richard Wagner: Briefe. Ausgewählt, eingeleitet und kommentiert von Hanjo Kesting; Piper Verlag, München 1983
- Franz Liszt / Richard Wagner: Briefwechsel. Herausgegeben und eingeleitet von Hanjo Kesting, Insel Verlag, Frankfurt am Main 1989
- Die Tür in der Mauer. Klassische Erzählungen aus England, Ausgewählt und eingeleitet von Hanjo Kesting, Rowohlt Verlag, Reinbek 1988
- Der dunkle Korridor. Klassische Erzählungen aus Russland, Ausgewählt und eingeleitet von Hanjo Kesting, Rowohlt Verlag, Reinbek 1992
- Georg Büchner: Friede den Hütten! Krieg den Palästen!. Der Hessische Landbote – Briefe, Hrsg. Hanjo Kesting, Edition Nautilus, Hamburg 2002
- Jean Améry: Charles Bovary. Essays zu Flaubert und Sartre, Hrsg. Hanjo Kesting, Klett-Cotta Verlag, Stuttgart 2006
- Siegfried Lenz: Wasserwelten. Von Meer und Küste, Fluß und Hafen, Wracks und Tauchern und dem Glück, einen Fisch zu fangen, Nebst einem Epilog: Kleines Strandgut, von Hanjo Kesting, mareverlag, Hamburg 2007. Neuauflage: Hoffmann + Campe, Hamburg 2009
- Die Medien und Günter Grass. Hrsg. Hanjo Kesting, SH Verlag, Köln 2008
- Armin Sandig zu Ehren. Festschrift im dreißigsten Jahr seiner Präsidentschaft der Freien Akademie der Künste in Hamburg. Gesammelt, herausgegeben und eingeleitet von Hanjo Kesting, Hoffmann und Campe Verlag, Hamburg 2010